# 斯里卡拉哈斯蒂
斯里卡拉哈斯蒂（Srikalahasti），是印度安得拉邦Chittoor县的一个城镇。总人口70876（2001年）。

## 人口
该地2001年总人口70876人，其中男性35572人，女性35304人；0—6岁人口8435人，其中男4342人，女4093人；识字率66.95%，其中男性为75.03%，女性为58.81%。